# Шанак
Шанак (каз. Шанақ) — село в Казыгуртском районе Туркестанской области Казахстана. Административный центр Шанакского сельского округа. Находится примерно в 41 км к северу от районного центра, села Казыгурт. Код КАТО — 514055100.

## Население
В 1999 году население села составляло 1505 человек (745 мужчин и 760 женщин). По данным переписи 2009 года, в селе проживало 1365 человек (691 мужчина и 674 женщины).